# Małgorzata Beaufort

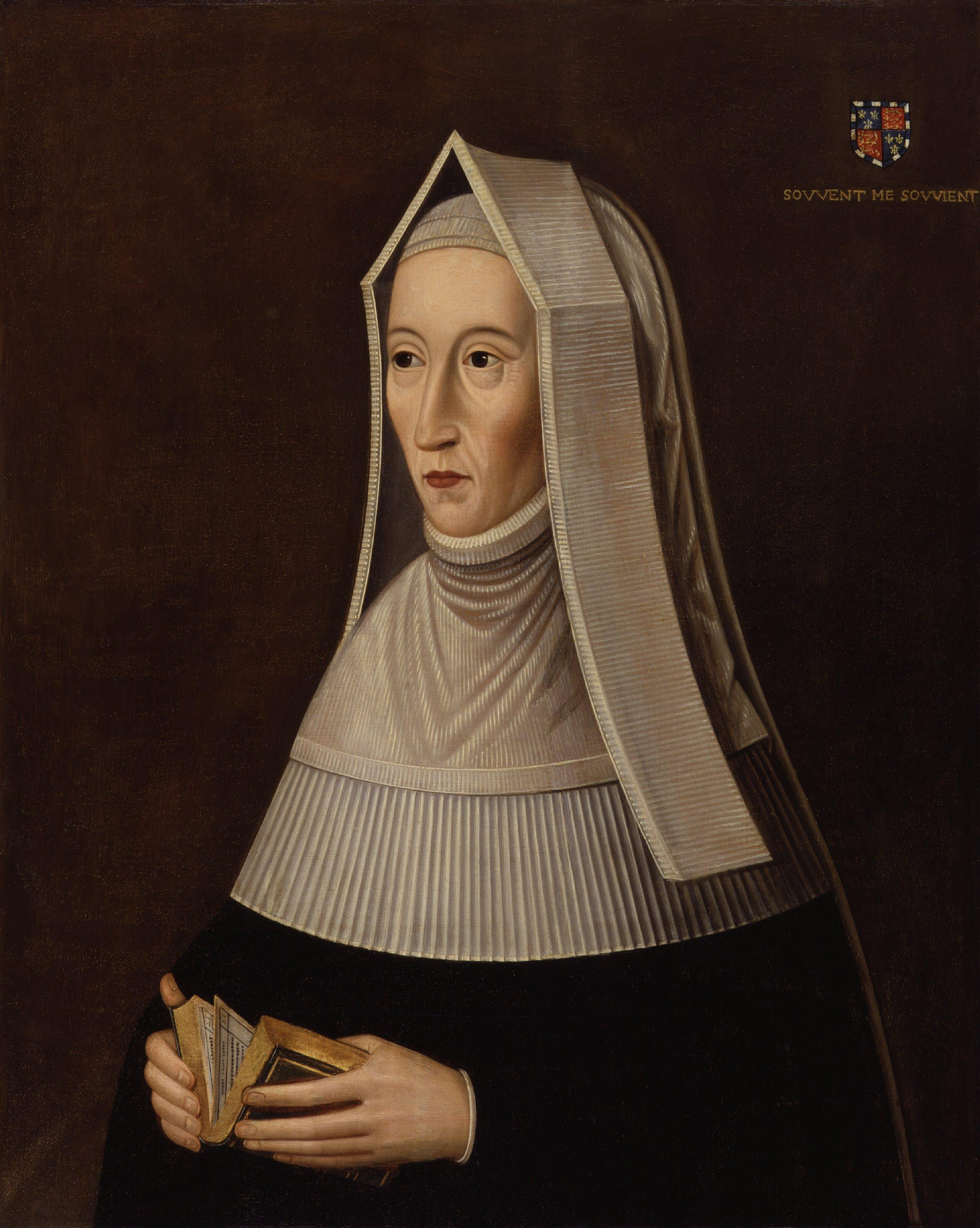
Portret anonimowego autorstwa z XVII wieku przedstawiający kobietę w stroju wdowy z modlitewnikiem. Tradycyjnie identyfikowany jako wizerunek Małgorzaty Beaufort

Małgorzata Beaufort (ur. 31 maja 1443 w zamku Bletsoe, zm. 29 czerwca 1509 w Opactwie Westminsterskim) – angielska arystokratka, matka króla Anglii Henryka VII Tudora, od kwietnia do czerwca 1509 regentka Anglii w imieniu wnuka Henryka VIII.

## Życiorys

### Pochodzenie
Małgorzata była jedynym dzieckiem ze związku małżeńskiego Jana Beauforta, 1. księcia Somerset, i Margaret Beauchamp of Bletso, córki Johna Beauchampa. Beaufortowie wywodzili swój ród od syna angielskiego króla Edwarda III. Legalność ich pochodzenia była jednak powszechnie kwestionowana, ponieważ byli potomkami Jana z Gandawy i Katarzyny Swynford, którzy zawarli związek małżeński po narodzinach potomstwa. Ślubne pochodzenie Beaufortów zostało potwierdzone specjalnym aktem parlamentu, jednak król Henryk IV Lancaster zamieścił w dokumencie klauzulę uniemożliwiającą członkom tego rodu zgłaszanie pretensji do angielskiej korony na równi z innymi książętami krwi. Małgorzata otrzymała imię po swojej matce.

### Dzieciństwo
Ojciec Małgorzaty zmarł, kiedy córka miała niecały rok. Tytuł księcia Somerset przeszedł na jego brata Edmunda, natomiast posiadłości ziemskie rodziców dziedziczyła Małgorzata jako ich jedyne ślubne dziecko. Była wychowywana przez matkę, dopóki w 1450 r. nie przeszła pod opiekę królewskiego faworyta, księcia Suffolk, który chciał wydać ją za swojego syna i dziedzica Johna.

### Małżeństwa
Pierwszy ślub Małgorzaty z Johnem de la Pole odbył się 7 lutego 1450 r. Wkrótce jednak nastąpił upadek Suffolka i w lutym 1453 r. król Henryk VI rozwiązał małżeństwo Johna i Małgorzaty. Nie doczekało się ono potomstwa.
Małgorzata rychło została zaręczona z przyrodnim bratem króla, Edmundem Tudorem, 1. hrabią Richmond (ok. 1430 – 1 listopada 1456), synem Owena Tudora i Katarzyny de Valois, córki króla Francji Karola VI Szalonego, matki Henryka VI. Ślub Małgorzaty i Edmunda odbył się 1 listopada 1455 r. w zamku Bletsoe. Małżonek zmarł równo rok po ślubie na zarazę. Dwa miesiące później 13-letnia wdowa urodziła swoje jedyne dziecko, Henryka, późniejszego króla Anglii.
Po śmierci męża Małgorzata powierzyła opiekę nad synem swojemu szwagrowi Jasperowi. Ona sama poślubiła ok. 1460 r. sir Henry’ego Stafforda (ok. 1447 – 4 października 1471), młodszego syna Humphreya Stafforda, 1. księcia Buckingham, i Anne Neville, córki 1. hrabiego Westmorland. Małżeństwo to pozostało bezdzietne. Staffordowie należeli do stronników Lancasterów w toczącej się wojnie dwóch róż. Tryumf domu Yorków w 1461 r. sprawił, że Małgorzata z mężem została odsunięta na boczny tor. Powróciła na dwór królewski w latach 1470–1471, kiedy to przejściowo przywrócono władzę Henrykowi VI.
Wydarzenia roku 1471 miały poważne konsekwencje dla Małgorzaty i jej syna. 4 maja w bitwie pod Tewkesbury zginęli lancasterski następca tronu, książę Edward, oraz kuzyn Małgorzaty, książę Somerset. Niedługo potem zabity został król Henryk VI. Z braku innych kandydatów stronnicy Lancasterów uznali za prawowitego króla syna Małgorzaty, Henryka, który po klęsce uciekł wraz ze stryjem Jasperem do Bretanii. W tym samym roku Małgorzata owdowiała i ok. października 1473 r. poślubiła Thomasa Stanleya, 2. barona Stanley (1435 – 29 lipca 1504), syna Thomasa Stanleya, 1. barona Stanley, i Joan Gousell, córki sir Roberta Gousella. Również i to małżeństwo pozostało bezdzietne.

## Działalność
Małgorzata była zaangażowana w działalność spiskową przeciwko królowi Ryszardowi III. Wspierała m.in. bunt księcia Buckingham jesienią 1483 r. W 1485 r. Henryk Tudor pokonał Ryszarda III pod Bosworth i został królem Henrykiem VII. Henryk był bardzo przywiązany do matki, ale Małgorzata nie brała czynnego udziału w życiu publicznym. W 1488 r. została damą Orderu Podwiązki. W 1497 r. wstąpiła do klasztoru.
Małgorzata Beaufort ufundowała szkołę w Wimborne oraz Lady Margaret’s Professor of Divinity na University of Cambridge, a także w roku 1505 dofinansowała i rozbudowała obecny Christ’s Church na Uniwersytecie w Cambridge, zmieniając równocześnie jego nazwę z God’s House na Christ’s Church College. Od tego czasu jest uważana za fundatora koledżu, a kopia jej podpisu jest wyrzeźbiona na jednym z jego budynków.
Wspierała finansowo działalność drukarską Williama Caxtona. Będąc kobietą wykształconą, zajmowała się również tłumaczeniami z łaciny i języka francuskiego na angielski.
Zmarła w 1509 r. w Opactwie Westminsterskim i została pochowana w kaplicy Henryka VII w tymże opactwie.